# (5843) 1986 UG
(5843) 1986 UG là một tiểu hành tinh vành đai chính. Nó được phát hiện bởi Kenzo Suzuki và Takeshi Urata ở Toyota, Aichi, Nhật Bản, ngày 30 tháng 10 năm 1986.